# Jubileum-Herinneringsmedaille 1898
De Jubileum-Herinneringsmedaille 1898 (Duits: "Jubiläums-Erinnerungsmedaille 1898") was een onderscheiding van de Dubbelmonarchie Oostenrijk-Hongarije. In 1898 vierde keizer Frans Jozef I van Oostenrijk dat hij vijftig jaar eerder in het revolutiejaar 1848 op de troon was gekomen. De medaille werd op 10 augustus 1898 bij decreet ingesteld. Het Decreet werd op 18 augustus gepubliceerd.
Het jubileum werd niet onder een gelukkig gesternte gevierd. In Hongarije zag de regering in het jubileum van de daar impopulaire koning uit het huis Habsburg geen reden voor een nationaal feest. In de ogen van de Hongaren was hij pas sind zijn kroning op 8 juni 1867 met de Heilige Stefanskroon werkelijk apostolisch koning van Hongarije.
De rest van de nationaliteiten was vooral op politieke zelfstandigheid en meer autonomie gericht. Op 10 september 1898 werd de Keizerin Elisabeth ("Sisi") in Zwitserland vermoord. De feestelijkheden op 2 december, de dag dat Frans Jozef 50 jaar regeerde, werden niet uitbundig gevierd.
Er werden drie medailles geslagen:
- Die "Goldene Jubiläums-Erinnerungsmedaille", een kostbare massief gouden medaille met een diameter van 35 millimeter waarbij een gouden adelaar met twee koppen als verhoging de verbinding met het 40 millimeter brede zijden lint vormt. Op de voorzijde van de gouden medaille staat keizer Frans Jozef afgebeeld als Oostenrijks veldmaarschalk met de Orde van het Gulden Vlies en het lint en de ster van de Militaire Orde van Maria Theresia. het Latijnse rondschrift luidt "FRANC.IOS.I.D.G.IMP.AVSTR.REX.BOH.ETC.AC.AP.REX.HVNG.". Op de keerzijde staat "SIGNVM MEMORIAE MDCCCXLVIII - MDCCCXCVIII". Men draagt de medaille aan een rood driehoekig lint op de linkerborst.

De adelaar met twee koppen is van oudsher het wapen van Oostenrijk, het heraldische beest houdt een zwaard en een rijksappel in de poten en draagt op de borst een wapenschild van het huis Habsburg-Lotharingen. Rond dat schild is de Orde van het Gulden Vlies gehangen. Op de twee koppen draagt de adelaar de Rudolfinische keizerskroon, de "huiskroon" van de Habsburgers. Deze verhoging is 20 millimeter breed en 30 millimeter hoog. De bal met het kruis bovenaan de kroon is verbonde met de ring waaraam de medaille is opgehangen. Deze medaille was de eerste Oostenrijkse onderscheiding met een dergelijke verhoging. In 1908 kreeg het bronzen Ereteken voor veeljarige Dienst in een Eenheid van de Landstorm een iets kleinere adelaar als verbinding tussen medaille en lint.
De gouden Jubileum-Herinneringsmedaille werd door de jubilaris zelf gedragen en toegekend aan die militairen die net als de keizer 50 jaar of langer in dienst waren geweest. De datum waarop met de geëiste 50 dienstjaren moest hebben vervuld was de 2e december 1898. Voor dagelijks gebruik werd ook minder kostbare verguld bronzen medaille uitgereikt. Zelf liet de Keizer de medaille omdraaien opdat hij niet met zijn eigen portret op de borst zou lopen. De adelaar werd niet omgedraaid maar werd met de correcte zijde naar boven gemonteerd.
Het portret van de Keizer en Koning is bij alle drie de medailles gelijk. De Latijnse tekst op de medailles is een politieke keuze, Latijn was de officiële taal van het Aposolisch Koninkrijk Hongarije en het was voor de andere nationaliteiten binnen de Dubbelmonarchie meer acceptabel dan Duits of Hongaars.
Het ontwerp voor deze onderscheiding stamt van Jozef Tautenhayn der Jüngere (?-1962)

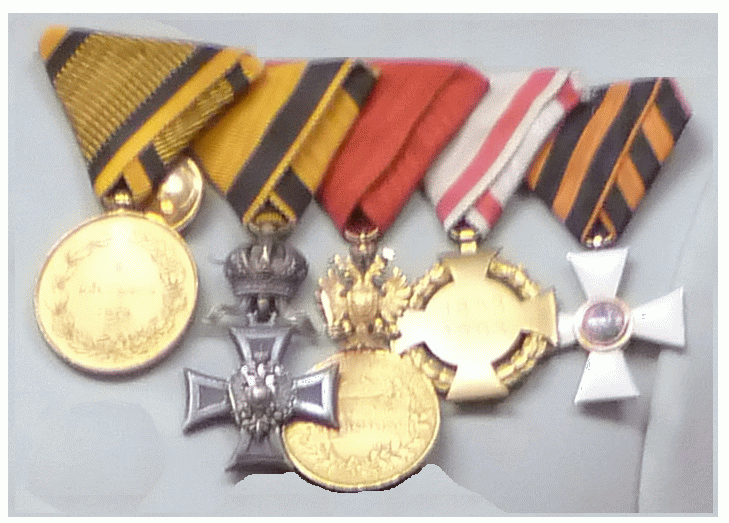
De onderscheidingen van keizer Frans Jozef I aan driehoekige linten. Als eerste draagt de keizer de Oorlogsmedaille. Het Militair Dienstteken met de Kroon voor 50 jaar dienst, zijn eigen gouden jubileum-herinneringsmedaille 1898 met de adelaar, het Jubileumskruis 1908 en de Russische Sint-Jorisorde uiterst links hangt volgens Oostenrijks gebruik aan een driehoekig lint. De keizer draagt de medaille omgekeerd, anders zou hij zijn eigen portret op de borst hebben gedragen.

- Die "Jubiläums-Erinnerungsmedaille für das Militär und die Gendarmerie", deze medaille bestaat in brons, verguld brons en verguld oorlogsmetaal, een goedkope legering van zink. Op de voorzijde van deze medaille staat keizer Frans Jozef afgebeeld in het Latijnse rondschrift "FRANC.IOS.I.D.G.IMP.AVSTR.REX.BOH.ETC.ET .REX AP.HVNG.".Op de keerzijde staat "SIGNVM MEMORIAE MDCCCXLVIII - MDCCCXCVIII". Men draagt de medaille aan een rood driehoekig lint op de linkerborst.

Alle militairen en gendarmes kwamen voor deze medaille in aanmerking. De kring van gedecoreerden was zeer groot. Er werden vele duizenden medailles uitgereikt aan actieve, gepensioneerde en tot de reserve behorende soldaten, zeelieden, grenstroepen, de mannen van de Oostenrijkse Landweer en de gendarmes. Ook een klein aantal vrouwen werd met de Bronzen Jubileum-Herinneringsmedaille 1898 aan het rode lint onderscheiden. Het waren de vrouwelijke medewerkers van de militaire scholen en de Marineschool.
De dames droegen de medaille net als de heren aan een driehoekig lint en niet aan de voor vrouwen gebruikelijke strik.
Het was in Oostenrijk-Hongarije gebruikelijk om medailles vrijwel steeds te dragen, het in andere landen in zwang gekomen dragen van batons, kleine stukjes lint die op het uniform worden gedragen om zo het bezit van een onderscheiding aan te duiden vond pas laat ingang in het conservatieve Habsburgse Rijk. De medailles werden door heren in avondkleding vaak als miniaturen aan een kleine keten met fijne schakels op de revers van het rokkostuum gedragen.
- Die "Jubiläums-Erinnerungsmedaille für Zivilisten", deze medaille bestaat in brons, verguld brons en verguld oorlogsmetaal, een goedkope legering van zink. Op de voorzijde van deze medaille staat keizer Frans Jozef afgebeeld in het Latijnse rondschrift "FRANC.IOS.I.D.G.IMP.AVSTR.REX.BOH.ETC.ET .REX AP.HVNG.". Op de keerzijde staat "SIGNVM MEMORIAE MDCCCXLVIII - MDCCCXCVIII". Men draagt de medaille aan een rood met wit driehoekig lint op de linkerborst.

Op de voorzijde van deze medaille staat keizer Frans Jozef afgebeeld in het Latijnse rondschrift "FRANC.IOS.I.D.G.IMP.AVSTR.REX.BOH.ETC.ET .REX AP.HVNG.". Op de keerzijde staat "SIGNVM MEMORIAE MDCCCXLVIII - MDCCCXCVIII"
Het verschil met het rondschrift van de voor de militairen gedachte medailles is dus gelegen in de afkorting "AC." die alleen op de gouden medailles en de medailles voor strijdkrachten en gendarmerie voorkomt. Het voorgeschreven lint voor de civiele Jubileum-Herinneringsmedaille is van zijde en 40 millimeter breed. De rechterhelft van het driehoekig gevouwen lint is rood, de linkerhelft is wit.
De Jubileum-Herinneringsmedaille voor Burgers werd zonder op rang, klasse of geslacht te letten toegekend aan alle onderdanen van de Keizer en Koning die tussen 2 december 1848 en 2 december 1898 in dienst van de Oostenrijkse staat of een daaraan gelijkgestelde openbare dienst waren geweest. Ambtenaren moesten tien jaar in staatsdienst zijn geweest om zich voor deze medaille te kwalificeren.
De dames droegen de medaille net als de heren aan een driehoekig lint en niet aan de voor vrouwen gebruikelijke strik.
Het ontwerp voor deze onderscheiding stamt van Jozef Tautenhayn der Jüngere (?-1962)

## De Jubileums-Hofmedaille

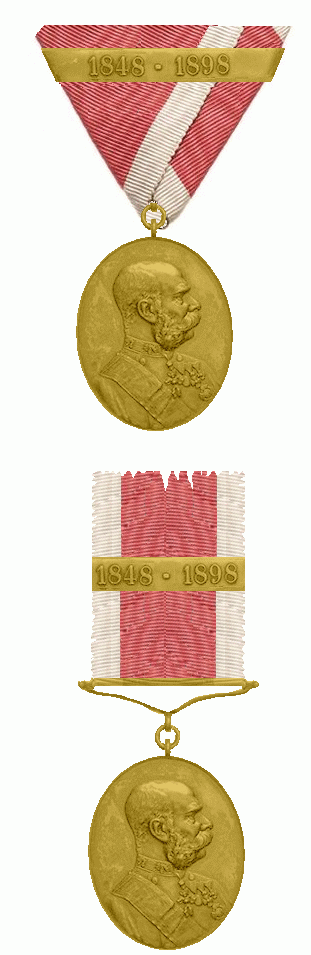
Medailles voor militairen en burgers

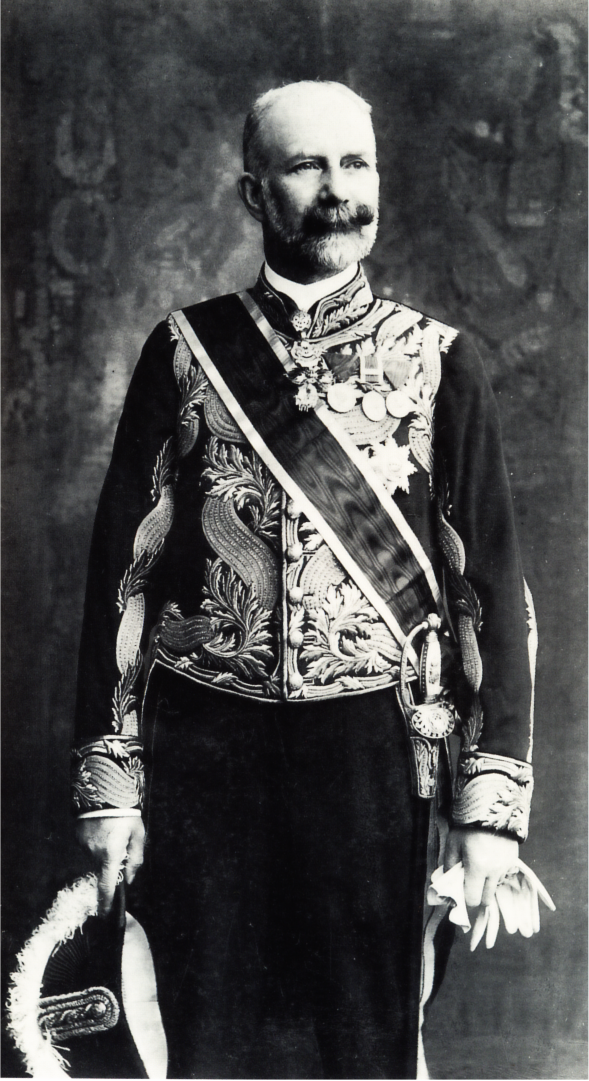
Vorst Alfred von Montenuovo met twee Jubileum-Herinneringsmedailles 1898

Op 21 oktober 1908 werd ook een ovale Jubileums-Hofmedaille, (Duits: "Jubiläums - Hofmedaille") ingesteld. De ovale gouden, zilveren of bronzen medaille toonde het portret van de Keizer en Koning in zijn uniform als veldmaarschalk. Op de keerzijde stond de inscriptie "FRANCISCVS JOSEPHVS QVINQVANGENARII REGNI DIEM FESTVM CELEBRANS 11 DECEMBRIS MDCCCCXCVIII". Het meesterteken op de medaille is "JC", dat staat voor J. Christelbauer. De medailleur was Heinrich Jauner (1833 - 1912)
Militairen zoals de leden van de keizerlijke lijfwacht droegen de 31 millimeter brede en 39 millimeter hoge medaille aan een driehoekig lint. De burgers aan het hof droegen de medaille aan een beugel en een eenvoudig gevouwen lint. Op het ponceaurode lint met de brede witte biesen werd in beide gevallen een gouden, zilveren of bronzen gesp met de jaartallen "1848-1898" gedragen.
Het 38 millimeter brede lint voor de militairen is driehoekig, de burgers droegen hun medaille aan een 30 millimeter breed lint met een beugel van gouden, zilveren of bronzen metaaldraad.
De gouden medailles aan driehoekige linten waren bestemd voor de adjudanten-generaal van de keizer. De officieren van de lijfgarde en officieren met de rang van kapitein en hoger ontvingen de zilveren medaille. Alle andere militairen aan het keizerlijk hof kwamen voor de bronzen medaille in aanmerking.
De gouden medailles aan het smallere lint waren door de keizer voor de hoogste hofchargen en grootofficieren van zijn huis bestemd. De andere leden van het hof kregen een bronzen medaille uitgereikt.
Dames droegen een verkleinde bronzen medaille van 26 millimeter hoog aan een 15 millimeter brede strik met daarop een 16 millimeter brede bronzen gesp. Van deze medailles werden 200 exemplaren geslagen en slechts 62 uitgereikt.
Het gebruik van een gesp of beugel waaraan de medaille gedragen zou gaan worden was een breuk met de traditie dat sinds 1840 alle Oostenrijkse onderscheidingen die op de borst werden gedragen aan een driehoekig lint moesten hangen. De gesp op het lint was ook een nieuw fenomeen. Pas in de Eerste Wereldoorlog zou Oostenrijk-Hongarije opnieuw gespen op het lint van een medaille instellen, en wel voor de Dapperheidsmedaille.
In 1908 volgde het Jubileumskruis 1908. De Oostenrijkse autoriteiten hadden geleerd van de problemen die bij het uitreiken van de Jubileum-Herinneringsmedailles 1898 waren opgedoken. Omdat iedere militaire en ambtelijke organisatie op eigen gezag lijsten met te decoreren personen inleverde en deze lijsten niet konden worden vergeleken werden sommige Oostenrijkers en Hongaren twee of zelfs driemaal onderscheiden. Vorst Alfred von Montenuovo droeg twee jubileumsmedailles. Dit werd in 1908 vermeden door vast te leggen dat men in de eerste plaats voor de militaire, in de tweede plaats voor de burgerlijke en in de derde plaats voor de hof-medaille in aanmerking kwam. De medailles werden achtereenvolgens toegekend en wie al een medaille ontvangen had kwam niet voor een tweede medaille in aanmerking.